# Licenza di porto di armi in Italia
La licenza di porto di armi in Italia, nell'ambito della legislazione italiana sulle armi, è una particolare autorizzazione amministrativa che permette ai cittadini italiani che ne sono titolari di portare o trasportare un'arma al di fuori della propria abitazione. Essa funge anche da documento di riconoscimento in Italia ed è identificata da un numero presente in tutti i modelli della licenza.

## Descrizione generale
Una licenza di porto dà diritto a portare l'arma di cui alla licenza e trasportare tutte le armi da fuoco al di fuori della propria abitazione per l'intero periodo di validità. Importante a tal fine è la differenza tra porto e trasporto di un'arma:
- Per porto di un'arma si intende la pronta disponibilità della stessa a esser brandita in qualsiasi momento senza difficoltà, anche se scarica, e/o la suscettibilità di un suo utilizzo immediato (es. pistola in fondina, fucile in spalla);
- Per trasporto di un'arma si intende il mero spostamento da un luogo all'altro effettuato seguendo modalità tali da renderla non suscettibile di impiego immediato (es. pistola in valigetta oppure un cacciatore che trasporta il proprio fucile in borsa/custodia per poi "portarlo" esclusivamente nel luogo in cui eserciterà l'attività venatoria).

Anche se autorizzati al porto di un'arma, esistono condizioni e luoghi particolari, esplicitati dalla legge, in cui esso resta vietato: è il caso dei locali e mezzi di trasporto pubblici oppure di manifestazioni e seggi elettorali. Il trasporto, se in possesso di una qualunque licenza di porto, può concretizzarsi in ogni momento sull'intero territorio nazionale e non richiede alcuna comunicazione del tragitto all'autorità di pubblica sicurezza, né necessita di autorizzazioni ulteriori. Riguardo agli agenti e ufficiali di pubblica sicurezza, sono previste alcune ipotesi nelle quali essi possono circolare senza essere in possesso di porto d'armi, come ad esempio durante le passeggiate in forma militare. Gli agenti di pubblica sicurezza possono portare senza licenza le armi di cui sono muniti, nel rispetto dei regolamenti in materia.
Nella propria abitazione è consentito l'uso di arma da fuoco al suo legittimo proprietario anche se non sia dotato di regolare porto d'armi, in quanto è vietato il porto delle predette senza licenza solo fuori dal proprio domicilio e sue pertinenze. L'art. 4 della legge 18 aprile 1975, n. 110 vieta il porto al di fuori della propria abitazione, oltre che di talune armi, come manganello, mazze ferrate o bastoni ferrati, sfollagente, noccoliere storditori elettrici e altri apparecchi analoghi in grado di erogare una elettrocuzione, anche di "oggetti atti ad offendere"  nonché bastoni muniti di puntale acuminato, strumenti da punta o da taglio atti ad offendere, mazze, tubi, catene, fionde, bulloni, sfere metalliche, nonché qualsiasi altro strumento non considerato espressamente come arma da punta o da taglio, ma che abbia caratteristiche tali da essere utilizzato nel divieto della legge. Circa le armi da fuoco, è ammesso il porto di armi semiautomatiche entro particolari limiti e caratteristiche, mentre è vietato quello di armi automatiche.

## Requisiti
La normativa principale ed i requisiti sono indicati nel testo unico delle leggi di pubblica sicurezza e dal relativo regolamento di attuazione (R.D. 6 maggio 1940, n. 635). La legge 6 marzo 1987 n. 89 introdusse poi l'obbligo di presentazione di certificato medico di idoneità psico-fisica allegato alla richiesta per il rilascio della licenza, la stessa norma prevede che con decreto del Ministero della salute siano definiti i criteri tecnici generali per l'accertamento dei requisiti psicofisici minimi richiesti, che attualmente sono stabiliti dal decreto del Ministero della Sanità 28 aprile 1998. Per il rilascio della certificazione medica si distingue tra licenza di porto per uso caccia, per lo sport del tiro a volo ("uso sportivo") e per la difesa personale; in ogni caso la competenza a rilasciare il predetto certificato è dell'Azienda Sanitaria Locale oppure di un medico appartenente alle forze di polizia italiane o al Corpo Nazionale dei Vigili del Fuoco in servizio attivo.
Il rilascio della licenza è tuttavia vietato a talune particolari categorie di soggetti, ad esempio che per le persone condannate per delitti non colposi contro le persone commessi con violenza, per reati contro la persona o il patrimonio, contro lo Stato e l'ordine pubblico, o condannate per disperazione in tempo di guerra o porto abusivo di armi. La licenza può essere altresì rifiutata anche ai condannati per delitti diversi dai predetti (es. sentenza restrittiva dei diritti civili) e a chi non può provare la sua buona condotta o non dà affidamento di non abusare delle armi. È inoltre preclusa agli obiettori di coscienza al servizio militare di leva in Italia, ma la legge 2 agosto 2007 n. 130 ha introdotto la possibilità per gli obiettori ammessi al servizio civile, una volta decorsi almeno 5 anni dalla data del congedo, di rinunciare al proprio status presentando una dichiarazione irrevocabile all'ufficio per il Servizio Civile Nazionale. Coloro che non abbiano prestato servizio militare di leva in Italia devono essere in possesso di un certificato di idoneità al maneggio delle armi rilasciato dall'Unione Italiana Tiro a Segno, previa frequentazione di un corso presso una delle sezioni del predetto ente.
Le pratiche relative alle licenze di porto di armi lunghe sono di competenza della questura, mentre le licenze inerenti al porto di armi corte o di bastone animato ai fini della difesa personale vengono rilasciate invece dalla prefettura; il controllo di conformità ai requisiti da parte del cittadino e il rilascio di questa licenza è compito dell'ufficio preposto della questura o della prefettura, a seconda della competenza, nella cui zona di competenza territoriale il richiedente abbia residenza o comunque il proprio domicilio. Il titolare di porto d'armi può portare le armi di cui alla licenza e acquistare e trasportare armi e munizioni entro i limiti prescritti dalla legge. La licenza di porto d'armi può essere rifiutata ltre

## Tipologie
Ai sensi della legge italiana, esistono tre tipologie di licenza di porto, ognuna di differente durata composta da un libretto contenente foto/generalità del titolare e da un modulo che consiste nella licenza vera e propria, ovvero:
- Licenza di porto per uso sportivo;
- Licenza di porto per uso di caccia;
- Licenza di porto per difesa personale.

### Licenza di porto per uso sportivo
Rilasciata a domanda dalla Questura della provincia italiana di residenza, consente il porto di armi corte e lunghe ad anima liscia in un poligono di tiro e nei campi di tiro a volo, sia pubblici che privati. Autorizza, altresì, l'acquisto e il trasporto di armi comuni e sportive e del relativo munizionamento. In base al d.lgs 10 agosto 2018, n. 104, il libretto e la licenza sono validi cinque anni dalla data di rilascio.
Tuttavia per praticare l'attività di tiro a segno all'interno di un poligono di tiro non è strettamente necessaria una licenza di porto d'armi, per esempio se si noleggia un'arma del poligono o si è in possesso della Carta di Riconoscimento - documento rilasciato ai soci di una sezione dell'Unione Italiana Tiro a Segno - e vidimata dal questore (la quale autorizza al trasporto delle armi dal luogo di detenzione verso il poligono e viceversa). In questi casi l'attività di tiro è consentita sotto la vigilanza di un direttore di tiro (art. 31 legge 18 aprile 1975, n. 110), il quale è responsabile per l'attività di tiro all'interno della struttura, ma per poterla esercitare è comunque necessario conseguire le certificazioni mediche e l'abilitazione al maneggio delle armi, così come richiesto per l'ottenimento di una licenza di porto d'armi.

### Licenza di porto per uso caccia
Viene rilasciata dalla Questura della provincia di residenza, previo conseguimento dell'abilitazione all'esercizio venatorio rilasciata dalla commissione provinciale di cui all'art. 22 della legge 11 febbraio 1992, n. 157. Tale licenza autorizza il porto di armi lunghe consentite all'esercizio della caccia in Italia (ai sensi dell'art. 13 della legge 11 febbraio 1992, n. 157), nei luoghi, periodi ed orari ove è possibile praticare l’attività venatoria. Il libretto e la licenza sono validi cinque anni dalla data di rilascio, (prima dell'entrata in vigore del d.lgs. 10 agosto 2018, n. 104 era di sei) ma per poter esercitare l'attività venatoria è necessario il versamento annuale delle tasse di concessione governativa, nonché delle tasse regionali e provinciali per i territori nei quali si vorrà esercitare l'attività venatoria e infine di una polizza assicurativa. Autorizza altresì l'acquisto e il trasporto di armi comuni e sportive (incluse le armi corte) e del relativo munizionamento, ma una circolare del Ministero dell'interno del 20 maggio 2016 ha stabilito che la licenza di caccia non consente l'acquisto e il trasporto di armi da fuoco e munizioni nel caso non si sia pagata la tassa annuale relativa alle concessioni governative, pertanto l'acquisto e il trasporto di armi, nonché di munizioni, è consentito soltanto se si è pagata questa tassa. Durante l’esercizio venatorio è inoltre consentito il porto degli utensili da punta e da taglio atti alle esigenze venatorie. La licenza è identificata da un numero presente in tutti i modelli composto da sei cifre decimali seguito da una lettera.
La licenza può essere concessa dal prefetto anche a coloro che abbiano compiuto 16 anni che presentino il consenso scritto dei genitori o del tutore, unitamente a una prova di abilità nel maneggio delle armi.

### Licenza di porto d'armi per difesa personale
È rilasciata a domanda dalla prefettura della provincia di residenza; tuttavia la licenza è ottenibile solo in caso di dimostrato bisogno e quindi il rilascio è subordinato all'esistenza della situazione del caso. Essa autorizza il porto di armi corte e lunghe e altresì il trasporto delle medesime verso i poligoni di tiro, sia pubblici che privati. Il titolare, inoltre, è autorizzato all'acquisto e al trasporto di armi e munizionamento comuni. Il libretto ha validità annuale dalla data del rilascio, pur comportando il rinnovo della licenza e il versamento della relativa tassa di concessione governativa, anch'essa con cadenza annuale. La disciplina prevista per i privati è la stessa di quella delle guardie particolari giurate, con riguardo a queste ultime vi è l'ammontare ridotto della tassa di concessione governativa, nonchè la durata biennale.
È anche possibile ottenere licenza di porto di fucile per difesa personale, anch'essa sunordinata al principio del "dimostrato bisogno", pertanto il rilascio è discrezionale e limitato. Autorizza il porto di armi lunghe per difesa personale e il porto di armi corte e lunghe nei poligoni di tiro, sia pubblici che privati. Il titolare, inoltre, è autorizzato all'acquisto e al trasporto di armi e munizionamento comuni. Il libretto è valido 5 anni dalla data del rilascio subordinatamente al rinnovo annuale della licenza. Il rinnovo (annuale) della licenza comporta il versamento della relativa tassa di concessione governativa.
Tale licenza consente infine anche il porto di bastone animato, e consente al suo titolare di portare con sé bastoni animati di lama non inferiore a 65 centimetri; è l'unico caso in cui la legge vigente consente il porto, fuori dall’abitazione, di un’arma propria da punta e taglio, eccezione a quanto previsto dal testo unico delle leggi di pubblica sicurezza del 1931.  La durata dell'autorizzazione, ai sensi dell'art. 42 del TULPS, è di un anno.

## Disposizioni per particolari soggetti
In generale vi sono specifiche disposizioni per gli appartenenti alle forze di polizia italiane e forze armate italiane come ad esempio il porto senza licenza per difesa personale nei casi previsti dalla legge come i soggetti di cui all’art. 73 del R.D. 6 maggio 1940 n. 635; inoltre agli ufficiali delle forze armate in servizio permanente attivo la licenza può essere concessa in modo gratuito dal Prefetto. Ai sensi dell'art. 28 del decreto legge 11 aprile 2025 n. 48 - convertito in legge 9 giugno 2025, n. 80 - gli agenti di pubblica sicurezza in servizio permanente di cui agli artt. 17 e 18 del regio decreto 31 agosto 1907, n. 690 sono autorizzati a portare senza licenza, quando liberi dal servizio, le armi di cui all’ art. 42 del TULPS.
La limitazione al porto delle sole armi d’ordinanza (quelle cioè consegnate in assegnazione individuale dalle amministrazioni d’appartenenza) è prevista esclusivamente per gli agenti di pubblica sicurezza; per le categorie indicate nel richiamato art. 73 primo comma nonché per la nuova qualifica dei sostituti ufficiali di pubblica sicurezza non sussiste la limitazione all’arma d’ordinanza che dunque è estesa ad ulteriori tre armi comuni. La facoltà di porto è in ogni caso concessa esclusivamente per difesa personale. 
La legge 1º aprile 1981, n. 121 prevede tuttavia il divieto di portare durante il servizio un'arma diversa da quella di ordinanza, ad esclusione dell'Arma dei Carabinieri e della Guardia di Finanza. Per tutti gli appartenenti a questi ultimi due corpi, facendo parte anche delle forze armate italiane ed essendo qualificati come militari permanentemente in servizio, vigono, senza soluzione di temporalità, le prerogative indicate dall’art. 30 della legge 18 aprile 1975, n. 110. In tal caso, nella sola ipotesi di porto di altra arma invece di quella d’ordinanza, nella condizione di servizio comandato con specifico ordine di servizio, ove è obbligatorio l’uso dell’armamento in dotazione, si avrebbe la violazione dell'art. 120 del codice penale militare di pace mentre, nella situazione di porto, in servizio comandato, di arma ulteriore o di porto di altra arma rispetto a quella d’ordinanza, nel caso di militare in servizio non specificamente comandato (detto informalmente "libero dal servizio comandato") è operativa la previsione normativa di cui alla norma del 1975.